# Ricky Harris
Ricky Harris (Long Beach, 5 de outubro de 1962 – Los Angeles, 26 de dezembro de 2016) foi um ator, produtor, dublador, e comediante estadunidense, conhecido por interpretar o personagem "Malvo" no seriado Everybody Hates Chris, e por dublar vários personagens no jogo eletrônico Grand Theft Auto: San Andreas.

## Vida e carreira
Harris começou seus primeiros papéis no cinema em Poetic Justice em 1993 e Murder Was the Case: The Movie em 1995. De 1996 a 1998, ele assumiu o papel de JW' Javon em seis episódios do seriado Moesha Willis.
Em 2001 no filme Bones, interpretou o papel de Eddie Mack, ao lado de Snoop Dogg e Pam Grier.
Em 2004, Harris emprestou sua voz a vários personagens do game Grand Theft Auto: San Andreas. Entre 2006 e 2009 interpretou o personagem Malvo, no seriado Everybody Hates Chris, seu papel mais lembrado pelos fãs.

### Morte
Harris morreu em 26 de dezembro de 2016, aos 54 anos, em decorrência de um ataque cardíaco. Em 3 de janeiro de 2017, foi enterrado.

## Filmografia
- 1993: Poetic Justice como Gangsta
- 1993: Danger Theatre como Clay Gentry (Episódio: 357 Marina del Rey)
- 1995: Murder Was the Case como Eyewitness/Ta-Dow/Pai de Snoop
- 1995: Tales from the Hood como Lil' Deke
- 1995: Heat como Albert Torena
- 1996: High School High como D.J.
- 1996–1998: Moesha como J.W. (6 episódios)
- 1997: Fathers' Day como Bellhop
- 1997: Millennium como Gerome Knox (1 episódio)
- 1998: Kings como Trevor
- 1998: Hard Rain como Ray
- 1999: Thick as Thieves como Rodney
- 1999: The Breaks como Líder Militar
- 1999: Simon Sez como Macro
- 2001: Bones como Eddie Mack
- 2003: Fastlane como K-9
- 2004: Woman Thou Art Loosed como Eli
- 2004: CSI: NY como Disco Placid (Série de TV, 1 episódio)
- 2005: ER como Mr. Davids (Série de TV, 1 episódio)
- 2005: Boss'n Up como Entrevistador
- 2006–2009: Everybody Hates Chris como Malvo (Série de TV, 6 episódios)
- 2007: The Memory Thief
- 2007: This Christmas como Primo Fred
- 2007: CSI: Miami como Jeremy Broyle (Série de TV, 1 episódio)
- 2009: Dough Boys como Faze Disco
- 2009: Mr. Sadman como Whitey
- 2011: The Cape como Homeless Witness (Série de TV, 1 episódio)
- 2012: Battlefield America como Tyrone Jackson Sr.
- 2012: Mid Life Gangster como Donnie
- 2015: Dope como Tannehill James
- 2016: The Workout Room como ele mesmo
- 2016: The People v. O.J. Simpson como Black Bullhorn/Protestor
- 2017: Check Point como Kenny